# Station Meyrargues
Station Meyrargues (Frans: gare de Meyrargues) is een spoorwegstation in de Franse gemeente Meyrargues.